# Дніпропетровська єпархія УПЦ (МП)
Дніпропетровська і Павлоградська єпархія — єпархія УПЦ московського патріархату з центром в Дніпрі, Україна; включає території східних районів Дніпропетровської області.
Заснована 1775 року як Слов'янська і Херсонська, згодом Катеринославська.

## Історія
У міру анексії Російською імперією у XVIII столітті територій, що раніше контролювалися Османською імперією, посилився приплив поселенців різних народностей православного віросповідання на нові території.
Спочатку малонаселена область відносилася до Київської єпархії через полтавських протопопів; з 1760 року — за допомогою Старокодацьких намісників.

### Слов'янська і Херсонська єпархія (1775—1784)
За пропозицією князя Григорія Потьомкіна, указом імператриці Катерини II від 7 вересня (вступив до Синоду 9 вересня) 1775 року Новоросійська губернія була включена в нову Слов'янську й Херсонську єпархію з кафедрою в Полтаві. На місто Слов'янськ було перейменовано Микитин Ріг, що повинен був стати центром Слов'янської провінції Азовської губернії на руїнах Січі, а землі Січі заселити неукраїнським, слов'янським елементом з Балкан та Росії. У межі єпархії також увійшла Азовська губернія, включаючи і козацьку слободу Половиця, на місці якої згодом був побудований Катеринослав.

#### Маріупольська і Готфійсько-Кафайська Митрополія (1779—1786)
Після захоплення Криму до складу Російської Церкви найвищим указом від 14 березня 1779 була приєднана частина грецької церкви, — автономна грецька Готфійська й Кафійська митрополія, що опіковувала греків на території Слов'янськоїй Херсонської єпархії після їхньої депортації з Криму разом з іншими християнами як вірмени. Митрополія існувала до кончини 16 лютого 1786 її архиєрея — Ігнатія Маріупольського.

### Слов'янська і Херсонес-Таврійська єпархія (1784—1786)
У квітня 1784 року до єпархії був приєднаний (Анексія Кримського ханства) також і захоплений Росією Крим після чогу назва була змінена на Слов'янську й Херсонес-Таврійську.

### Катеринославська і Херсонес-Таврійська єпархія з катедрою у Полтаві (1786—1797)
28 листопада 1786, з призначенням на кафедру Катеринославського архієпископа Амвросія (Серебреннікова), єпархія була перейменована на Катеринославську, але кафедра продовжувала перебувати у Полтаві до 1797 року. Архієпископ Амвросій прибув до Катеринославської єпархії на початку січня 1787 року, коли саме місто Катеринослав ще не почали будувати.
Для перебування Катеринославського архієрейського будинку в листопаді 1791 року (ще 25 квітня 1788 пішов найвищий указ про заснування нового монастиря для перебування Катеринославського архієрея), за пропозицією архієпископа Амвросія і згоди князя Потьомкіна, був обраний Самарський Пустинно-Миколаївський монастир, проте, за свідченням архієпископа Гавриїла (Розанова), ні Амвросій, ні його наступники там ніколи «не живали», залишаючись в полтавському Хрестовоздвиженському монастирі.
Замість Маріупольської та Готфійсько-Кафайської Митрополії було створено Феодосійське й Маріупольське вікаріатство Катеринославської єпархії, що існувала у 1787—1799 роках.

### Новоросійська і Дніпровська єпархія з катедрою у Новомиргороді (1797—1803)
21 грудня 1797, за указом Павла I, кафедра була переміщена до Новомиргороду; єпархія ж перейменована на Новоросійську (так як Катеринослав був перейменований на Новоросійськ).

### Катеринославська, Херсонська і Таврійська єпархія (1803—1837)
У 1803 році єпархія знову отримала назву Катеринославської, і її кафедра в наступному році перемістилася до знову перейменованого споруджуваного Катеринослава.
1813 року незначна частина західних земель єпархії відійшли до новоствореної Кишинівської єпархії, яка включала в себе Бессарабію, приєднаної до Росії в результаті російсько-турецької війни 1806  — 1812 років.

### Катеринославська і Таганрозька єпархія (1837—1911)
9 травня 1837 року з Катеринославської єпархії була виділена самостійна Херсонська єпархія; у веденні першою з тих пір залишалася лише Катеринославська губернія.

### Катеринославська і Маріупольська єпархія (1911—1921)
З відділенням Таганрізького та Ростовського повітів від Катеринославської губернії була змінена назва єпархії.

### Катеринославська і Новомосковська єпархія (1921—1926)
Уло утворено Донецьку губернії, до єпарії якої відійшли єпархії східних повітів Катеринославської губернії.

### Катеринославська єпархія УАПЦ (1921-1930-ті роки)
1921 року було утворено Українську автокефальну православну церкву. Частина парафій Катеринославської єпархії увійшла до однойменної єпархії в її складі. Та вже у 1930-х роках, через ліквідацію УАПЦ, майже всі парафії перейшли в юрисдикцію Дніпропетровської єпархії Українського екзархату.

### Дніпропетровська і Запорізька єпархія (1926—1992)
1926 року створено Дніпропетровську єпархію Українського екзархату.
З 1961 до 1990 року тимчасово управлялася Сімферопольськими архиєреями.

### Дніпропетровська і Криворізька єпархія (1992—1996)
1992 року зі складу Дніпропетровської єпархії рішенням Синоду УПЦ МП була виділена самостійна Запорізька єпархія.

### Дніпропетровська і Павлоградська єпархія (з 1996)
27 липня 1996 року зі складу Дніпропетровської єпархії рішенням Синоду УПЦ МП була виділена самостійна Криворізька єпархіїя.

### Перелік назв єпархії
- Слов'янська і Херсонська 7/9.IX.1775-1784
- Слов'янська і Херсонес-Таврійська 1784-9.IX/28.XI.1786
- Катеринославська і Херсонес-Таврійська 9.IX/28.XI.1786-31.XII.1797
- Новоросійська і Дніпровська 31.XII.1797-4.XII.1803
- Катеринославська, Херсонська і Таврійська 4.XII.1803-9.V.1837
- Катеринославська і Таганрозька 9.V.1837-1.IV.1911
- Катеринославська і Маріупольська 1.IV.1911-1921
- Катеринославська і Новомосковська 1921—1926
- Дніпропетровська і Запорізька 1926—1992
- Дніпропетровська і Криворізька 1992-27.VII.1996
- Дніпропетровська і Павлоградська з 27.VII.1996

## Єпископи
- Євген (Булгаріса) (1 жовтня 1775 — 5 травня 1779) — з Венеційської республіки
- Никифор (Феотоки) (6 серпня 1779 — 28 листопада 1786) — з Венеційської республіки
- Амвросій (Серебренников) (28 листопада 1786 — 13 жовтня 1792)
- Іов (Потьомкін) (27 лютого — 10 травня 1793, т/к, єп. Феодосійський; 7 лютого 1812 — 28 березня 1823)
- Гавриїл (Бенулеску-Бодоні) (10 травня 1793 — 29 вересня 1799) — з Габсбурзької монархії
- Афанасій (Іванов) (1 жовтня 1799 — 18 серпня 1805)
- Платон (Любарський) (18 серпня 1805 — 20 жовтня 1811)
- Феофіл Татарський (19 травня 1823 — 16 жовтня 1827)
- Онисифор (Боровик) (28 листопада 1827 — 20 квітня 1828)
- Гавриїл (Розанов) (22 травня 1828 — 9 травня 1837)
- Анастасій (Ключар) (22 травня 1837 — 14 квітня 1838)
- Інокентій (Александров) (23 квітня 1838 — 19 серпня 1853)
- Леонід (Зарецький) (19 серпня 1853 — 14 листопада 1864)
- Платон (Троєпольський) (13 грудня 1864 — 21 серпня 1868)
- Олексій (Новосьолов) (21 серпня 1868 — 23 червня 1871)
- Феодосій (Макаревський) (23 червня 1871 — 5 лютого 1885)
- Серапіон (Маєвський) (16 лютого 1885 — 5 грудня 1891)
- Августин (Гуляницький) (14 грудня 1891 — 30 листопада 1892)
- Володимир (Шимкович) (5 грудня 1892 — 12 червня 1896)
- Симеон (Покровський) (12 червня 1896 — 4 жовтня 1911)
- Агапіт (Вишневський) (4 жовтня 1911 — 2 січня 1919)
- Димитрій (Вербицький) (1919) т/к, єп. Уманський
- Гермоген (Максимов) (1919 — листопад 1920)
- Володимир (Соколовський-Автономов) (1921 — кін. 1925)
- Макарій (Кармазін) (1925—1928, (?) 1937)
- Георгій (Делієв) (1928—1936/1937)
- Костянтин (Дьяков) (1929) т/к, архиєп. Харківський
- Сергій (Гришин) (1931) т/к, архиєп. Полтавський
- Димитрій (Маган) (24 червня 1942—1943/1944)
- Андрій (Комаров) (14 квітня 1944 — 17 липня 1955)
- Симон (Івановський) (липень — 19 жовтня 1955) т/к, архиєп. Вінницький
- Гурій (Єгоров) (19 жовтня 1955 — 21 травня 1959)
- Іоасаф (Лелюхін) (21 травня 1959 — 14 серпня 1961)
- Аліпій (Хотовицький) (14 серпня — 14 листопада 1961)
  - 14 листопада 1961 — 20 липня 1990 — т/к архиєреями Сімферопольським
- Варлаам (Ільющенко) (20 липня — 17 вересня 1990)
- Никодим (Руснак), митрополит Харківський і Богодухівський, тимчасово керуючий (17 вересня 1990 — 24 листопада 1990)
- Гліб (Савін) (24 листопада 1990 — 17 липня 1992)
- Кронід (Міщенко) (19 вересня 1992 — 7 вересня 1993)
- Агафангел (Саввін) митрополит Одеський і Ізмаїльський тимчасово керуючий (7 вересня — 19 жовтня 1993)
- Іриней (Середній) (з 19 жовтня 1993)

## Сучасний стан

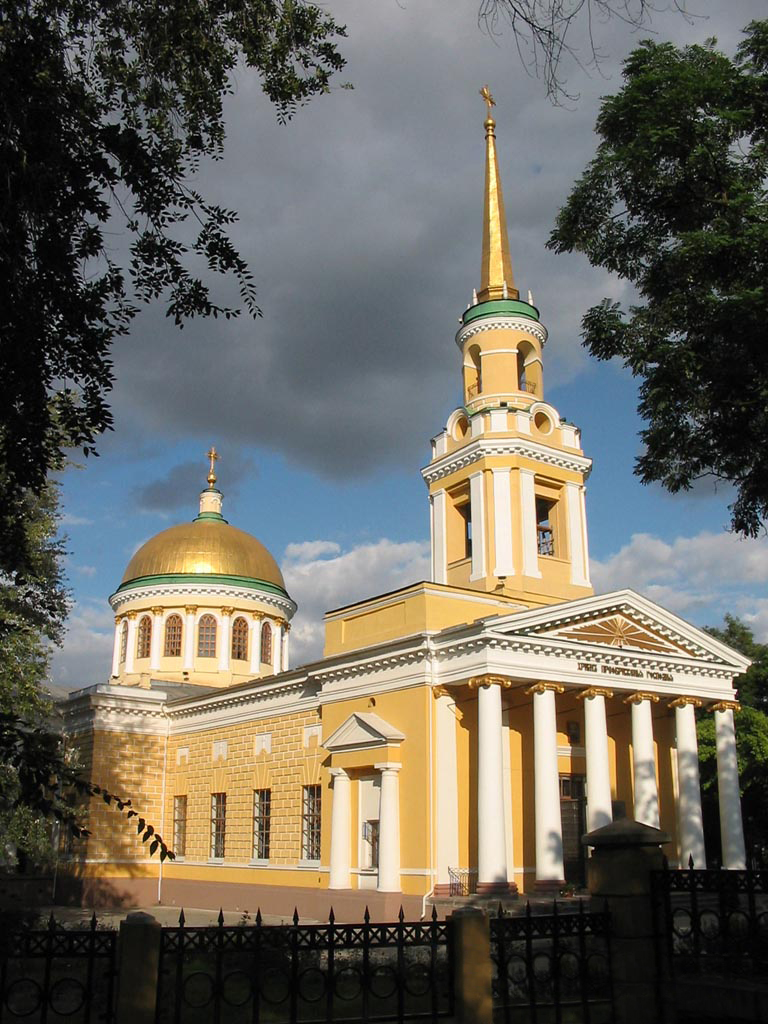
Свято-Преображенский собор

### Кафедральні собори
- Спасо-Преображенський кафедральний собор (Дніпро),
- Свято-Троїцький собор (Дніпро),
- Спасо-Нерукотворного Образу собор (Павлоград),
- Троїцький собор (Новомосковськ).

### Благочиння (округи)
- Перший міський (правобережний)
- Другий міський (лівобережний)
- Лікарняний
- Дніпропетровський районний
- Павлоградський
- Перший Новомосковський
- Другий Новомосковський
- Синельниківський
- Юр'ївський
- Петропавлівський
- Васильківський
- Покровський
- Межівський

Парафіяльна статистика: 208 парафій; 208 священнослужителів (180 священиків, 28 дияконів).

### Монастирі
- Свято-Миколаївський пустельний Самарський чоловічий монастир у селі Орлівщина Новомосковського району;
- Свято-Тихвінський жіночий монастир у Дніпрі;
- Свято-Знаменський жіночий монастир у селі Вербівське Васильківського району;
- Свято-Вознесенський жіночий монастир у місті Тернівка.

### Навчальні заклади
- катехізаційні курси (Дніпро),
- 45 недільних шкіл.